# Малая Ивановка (Мордовия)
Малая Ивановка — деревня Ковылкинского района Республики Мордовия в составе Большеазясьского сельского поселения. 

## География
Находится на расстоянии примерно 29 километров по прямой на северо-запад от районного центра города Ковылкино.

## Население
Постоянное население составляло 33 человек (русские 100%) в 2002 году, 27 в 2010 году .